# Đại sứ quán Việt Nam Cộng hòa tại Úc
Đại sứ quán Việt Nam Cộng hòa tại Úc (tiếng Anh: Embassy of the Republic of Vietnam in Australia), thường gọi là Đại sứ quán Nam Việt Nam tại Úc, là cơ quan đại diện ngoại giao của Việt Nam Cộng hòa (Nam Việt Nam) tại thủ đô Canberra của Úc. Sau khi Sài Gòn thất thủ ngày 30 tháng 4 năm 1975, đại sứ quán buộc phải đóng cửa vào ngày 5 tháng 5 cùng năm.

## Lịch sử
Đại sứ quán Việt Nam Cộng hòa tại Úc thành lập vào tháng 8 năm 1961, cho đến ngày 5 tháng 5 năm 1975 thì bị buộc phải đóng cửa.

## Danh sách Đại sứ

### Đại sứ Việt Nam Cộng hòa tại Úc (1961–1975)
Tháng 8 năm 1959, Úc thăng chức đặc phái viên thường trú của mình từ công sứ lên đại sứ. Tháng 8 năm 1961, Việt Nam Cộng hòa cho mở Đại sứ quán tại Úc.
| Số | Tên gọi             | Bổ nhiệm          | Nhậm chức            | Trình Quốc thư       | Từ chức              | Cấp bậc  | Chức vụ                    | Ghi chú | Ghi chú |
| -- | ------------------- | ----------------- | -------------------- | -------------------- | -------------------- | -------- | -------------------------- | --- | ------- |
| 1  | Trần Văn Lắm        | Tháng 6 năm 1961  | 9 tháng 8 năm 1961   | 16 tháng 8 năm 1961  | 5 tháng 2 năm 1964   | Đại sứ   | Đại sứ đặc mệnh toàn quyền | Đại sứ đầu tiên của Việt Nam Cộng hòa sau khi thiết lập quan hệ ngoại giao với Úc, đồng thời là Đại sứ Việt Nam Cộng hòa tại New Zealand từ năm 1962. |         |
| 2  | Nguyễn Văn Hiếu     | Tháng 12 năm 1963 | 17 tháng 3 năm 1964  | 16 tháng 4 năm 1964  | 10 tháng 10 năm 1966 | Đại sứ   | Đại sứ đặc mệnh toàn quyền | Kiêm chức Đại sứ Việt Nam Cộng hòa tại New Zealand.                                                                                                   |         |
| 3  | Nghiêm Mỹ           |                   | 10 tháng 10 năm 1966 |                      | 27 tháng 4 năm 1967  | Tham tán | Đại biện lâm thời          | |         |
| 4  | Trần Kim Phượng     | Tháng 3 năm 1967  | 27 tháng 4 năm 1967  | 4 tháng 5 năm 1967   | 5 tháng 11 năm 1970  | Đại sứ   | Đại sứ đặc mệnh toàn quyền | Kiêm chức Đại sứ Việt Nam Cộng hòa tại New Zealand.                                                                                                   |         |
| 5  | Đỗ Trọng Chu        |                   | 6 tháng 11 năm 1970  |                      | Tháng 8 năm 1972     | Tham tán | Đại biện lâm thời          | |         |
| 6  | Vũ Văn Hiếu         |                   | 6 tháng 8 năm 1972   |                      | Tháng 6 năm 1973     | Tham tán | Đại biện lâm thời          | |         |
| 7  | Nguyễn Phương Thiệp | Tháng 6 năm 1973  |                      | 20 tháng 6 năm 1973  | 1974                 | Đại sứ   | Đại sứ đặc mệnh toàn quyền | |         |
| 8  | Vũ Văn Hiếu         |                   | 1974                 |                      | Tháng 10 năm 1974    | Tham tán | Đại biện lâm thời          | |         |
| 9  | Đỗ Thiếu Liệt       |                   | Tháng 10 năm 1974    |                      | 1974                 | Tham tán | Đại biện lâm thời          | |         |
| 10 | Đoàn Bá Cang        | Tháng 9 năm 1974  | Tháng 12 năm 1974    | 12 tháng 12 năm 1974 | 5 tháng 5 năm 1975   | Đại sứ   | Đại sứ đặc mệnh toàn quyền | Đại sứ cuối cùng, định cư tại Úc sau khi đại sứ quán đóng cửa vào ngày 5 tháng 5, về sau qua đời tại Sydney vào năm 2019.                             |         |